# Songkok

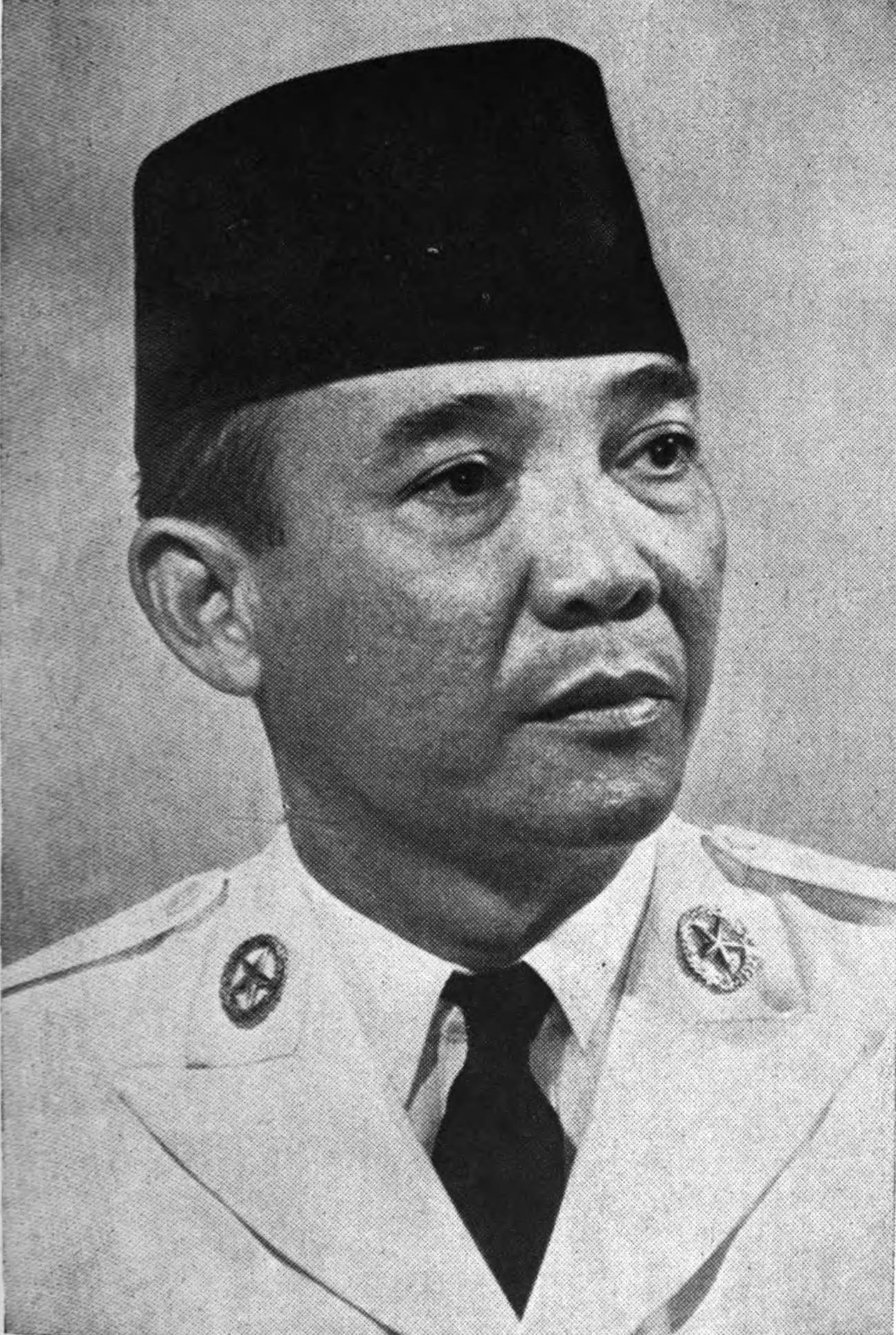
El líder indonesio Sukarno usando un songkok o peci.

El songkok, peci o kopiah es una gorra ampliamente usada en Brunei, Indonesia, Malasia, Singapur, el sur de Filipinas y el sur de Tailandia, más comúnmente entre los musulmanes varones. Tiene forma de cono truncado, generalmente de fieltro negro o bordado, algodón o terciopelo. También lo usan los hombres en ocasiones formales como bodas y funerales o en ocasiones festivas como las fiestas de Eid al-Fitr y Eid al-Adha. En Indonesia, el peci también está asociado con el movimiento nacionalista.

## Nombres
Se llama "songkok" en Sumatra y la península de Malaca. Mientras que en Java, se llama "kopiah" o "kopeah". También se conoce ampliamente en Indonesia como "peci", aunque peci tiene una forma más elíptica y, a veces, está decorado. El nombre "peci" probablemente se derivó de la palabra holandesa petje que significa "sombrero pequeño" literario, o posiblemente derivó del turco fez.[cita requerida] Todos los nombres se refieren al mismo objeto.

## Origen
El origen del songkok se remonta al fez, que fue adoptado por los otomanos en 1826, y posteriormente se extendió al sur de Asia y al archipiélago malayo, El songkok solía usarse durante el Imperio Otomano y en algunas partes de África. Sin embargo, esto puede ser solo parcialmente cierto, ya que las palabras mismas se pueden rastrear antes. Se registra que Kopiah fue utilizado por las tropas de élite del Imperio Majapahit. Kupiah está registrado en el vocabulario italiano-malayo de Antonio de Pigafetta. Un relato de un periódico de Brunei afirma erróneamente que el songkok se convirtió en una norma en el archipiélago malayo en el siglo XIII con la llegada del islam a la región. La primera mención escrita de la palabra songkok se encuentra en Syair Siti Zubaidah (1840). Si bien el tocado tradicional malayo triangular de Tengkolok o destar se asocia con los nobles y las regalías malayos tradicionales, el songkok, por otro lado, se ha convertido en parte del traje tradicional de los hombres malayos asociados con el islam, usado tradicionalmente por los ulemas locales.
El Regimiento Real Malayo del Ejército de Malasia ha estado usando el songkok como parte de su uniforme desde el dominio británico.

## Uso actual
Tradicionalmente, el songkok se suele asociar como una gorra que usan los hombres musulmanes durante las ocasiones religiosas o estatales formales. Sin embargo, en Indonesia, el songkok se ha convertido en el tocado nacional con connotaciones nacionalistas seculares popularizadas por Sukarno. Numerosos activistas del movimiento nacionalista indonesio a principios del siglo XX vestían peci como Sukarno, Mohammad Hatta y Agus Salim. Sin embargo, como primer presidente de Indonesia, fue Sukarno quien popularizó los peci (más precisamente los peci de terciopelo negro liso) como gorra nacional masculina de Indonesia, y los presidentes masculinos indonesios han usado peci como parte de su atuendo presidencial oficial desde entonces. Los guardias oficiales del palacio de Indonesia también usaban peci como parte de su uniforme. El Paskibraka (indonesio: pasukan pengibar bendera pusaka) o escuadrón de izado de bandera en la ceremonia del día de la independencia de Indonesia también usa peci, e incluso hay una versión femenina de peci con espalda curva. La gente Betawi usa el Songkok como su tocado tradicional, generalmente de color rojo oscuro.
En Malasia, el atuendo tradicional de los malayos consiste en un songkok, una camisa, pantalones a juego y un cinturón que se llama baju melayu. En un Dewan Undangan Negeri (Asambleas Legislativas Estatales) o en Dewan Rakyat (Parlamento), todos los miembros (independientemente de su raza o religión) dentro de la asamblea legislativa, deben usar el songkok (con una franja central dorada) como costumbre formal, en cada Apertura Estatal Consuetudinaria del Parlamento (o Asambleas Legislativas Estatales respectivas), que se realiza una vez al año, para cumplir con el código de vestimenta de cada apertura de la asamblea legislativa. Esto se hace para garantizar el decoro siempre que el respectivo Jefe de Estado (Yang di-Pertuan Agong para el Parlamento de Malasia, respectivos Sultanes para cada Asamblea Legislativa Estatal) esté presente para abrir los procedimientos de la asamblea legislativa del año. De manera similar, todos los destinatarios de las órdenes honoríficas otorgadas por el Yang di-Pertuan Agong (para las órdenes honorarias federales) o el Sultán (para cada orden honorífica estatal respectiva), deben usar el songkok con rayas doradas junto con el atuendo oficial habitual en Malasia, para recibir sus honorables órdenes en persona.
En Singapur, no se permite el uso del songkok en las escuelas públicas, como parte del uniforme escolar, ya que Singapur es oficialmente un estado secular y no se permite el uso de tocados religiosos.[cita requerida] Es parte del uniforme estándar en las madrazas (escuelas religiosas islámicas).
En Filipinas, el songkok, conocido como kopiah o kupya, juega un papel en la heráldica del Sultanato de Sulu y es parte de la vestimenta tradicional de los hombres de Bangsamoro. Es usado por Bangsamoro y otros hombres musulmanes filipinos en todo el archipiélago como un gorro formal para las oraciones y para funciones religiosas y sociales.

## Galería

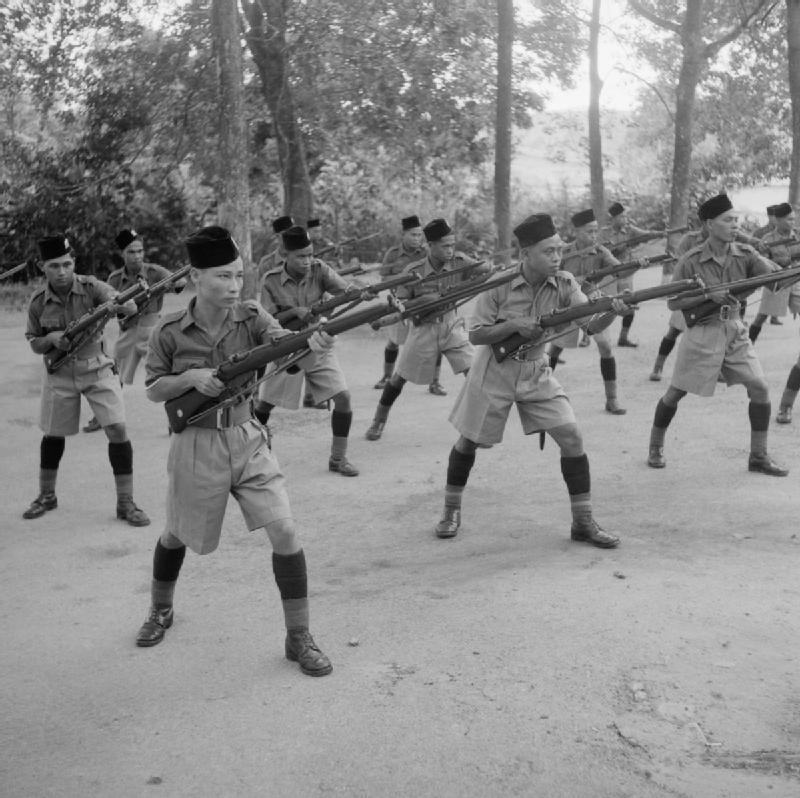
Hombres del regimiento real malayo (Rejimen Askar Melayu DiRaja) vistiendo songkok en la práctica de bayoneta, isla de Singapur (1941).
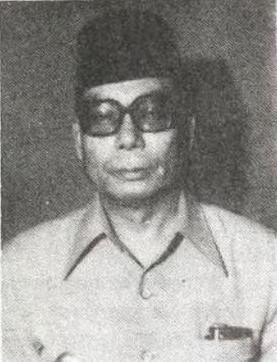
Edward Waldemar Pahala Tambunan, un cristiano, era conocido por su hábito de usar songkok rojo.
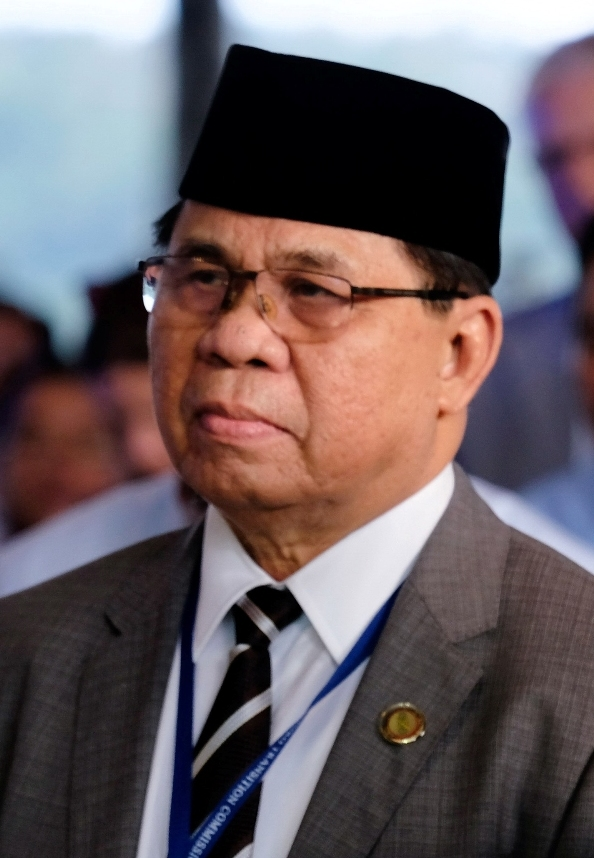
Murad Ebrahim, ministro principal de la Región Autónoma de Bangsamoro en Mindanao musulmán, sur de Filipinas.
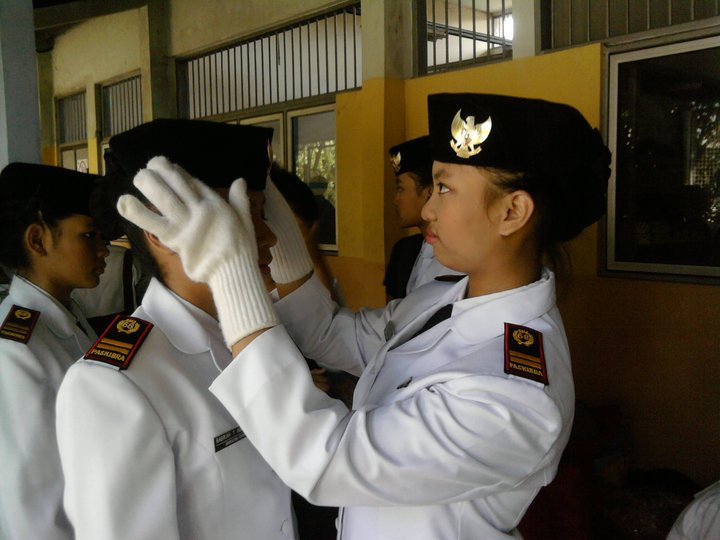
Versión femenina de peci con espalda curvada, usada por el escuadrón de chicas que izan la bandera de Indonesia (Paskibra).